# Moschea Kalyan
La moschea Kalyan o Kalon, che significa "Grande moschea", è l'antica principale moschea di Bukhara, in Uzbekistan.

## Storia
È stata chiusa al culto nel 1924. È stata terminata nel 1514 sotto gli shaybanidi sul sito di un'antica moschea del venerdì del XII secolo. Poteva ospitare dodicimila fedeli. Questa è la moschea più grande della Transoxiana per la sua dimensione dopo la Bibi-Khanum (1399-1404) di Samarcanda. È davanti madrasa Mir-i Arab. È stata restaurata dall'UNESCO.

## L'architettura
La moschea di 130 x 80 m è rettangolare con quattro iwan e si affaccia su un cortile interno. L'Iwan di ingresso alla facciata esterna si trova sul lato est di fronte al complesso Po-i-Kalyan (di cui fa parte), e la parte posteriore dà accesso al cortile. Le gallerie a volta chiudono il perimetro con 288 cupole e sono sostenute da 208 colonne monumentali. L'asse longitudinale della corte termina con un maqsura, la costruzione rappresenta il portale sormontato da una cupola con una sala a croce, sormontato da una massiccia cupola sopra un tamburo decorato con mosaici. Due grandi cupole blu turchese al fianco dell'iwan marcano la posizione della nicchia di preghiera (mihrab).
Un padiglione ottagonale è stato costruito nel 1915 sul luogo della sepoltura di uno dei primi imam della moschea dall'architetto di Bukhara Shirin Muradov, nel portale interno. Il padiglione funge da sedia.
Le facciate della moschea sono ricoperte di mattoni e mosaici ricoperti di glassa colorata. La firma dell'architetto è leggibile negli ornamenti, Bayazide al-Purani.

## Galleria d'immagini

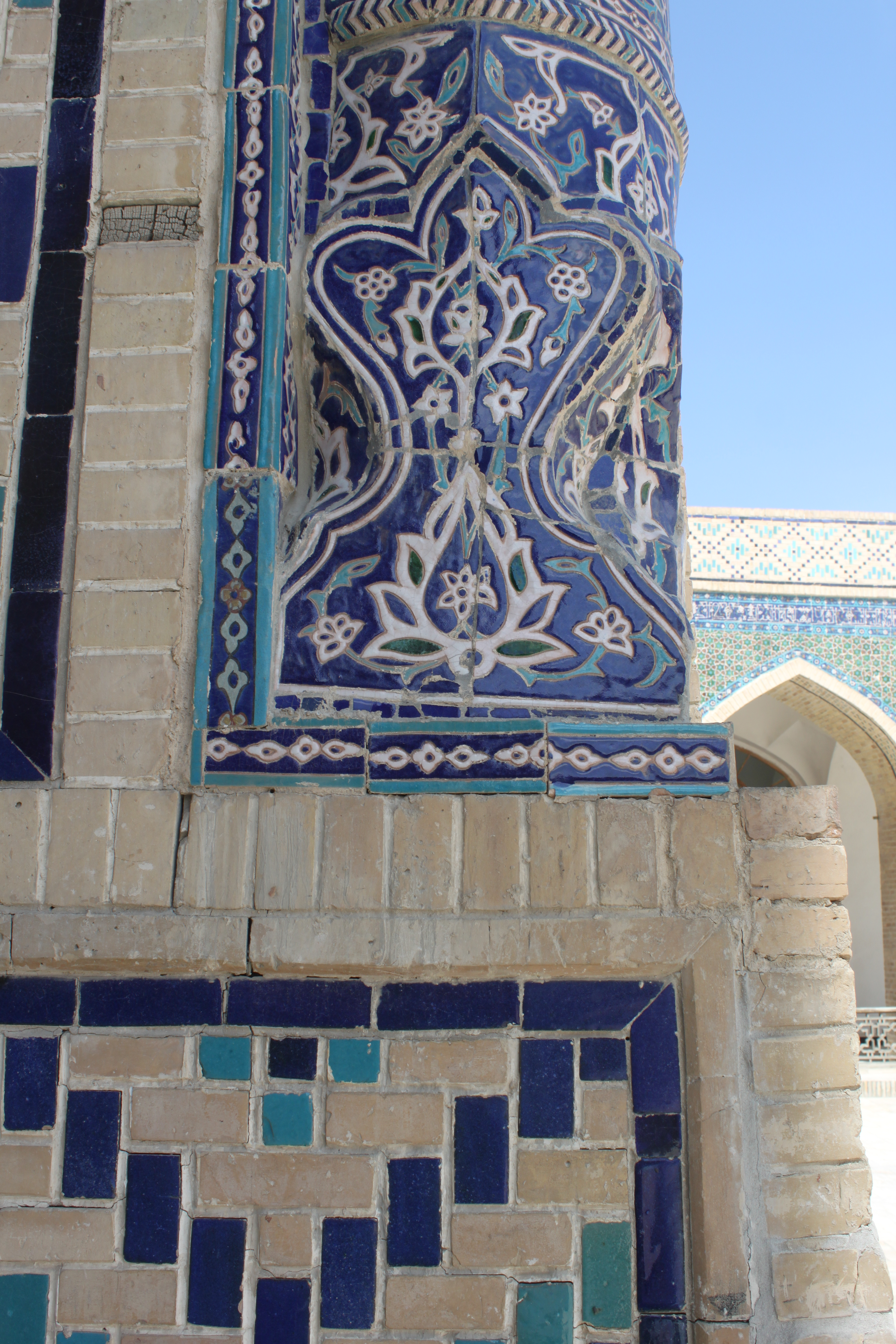
Dettagli ornamentali
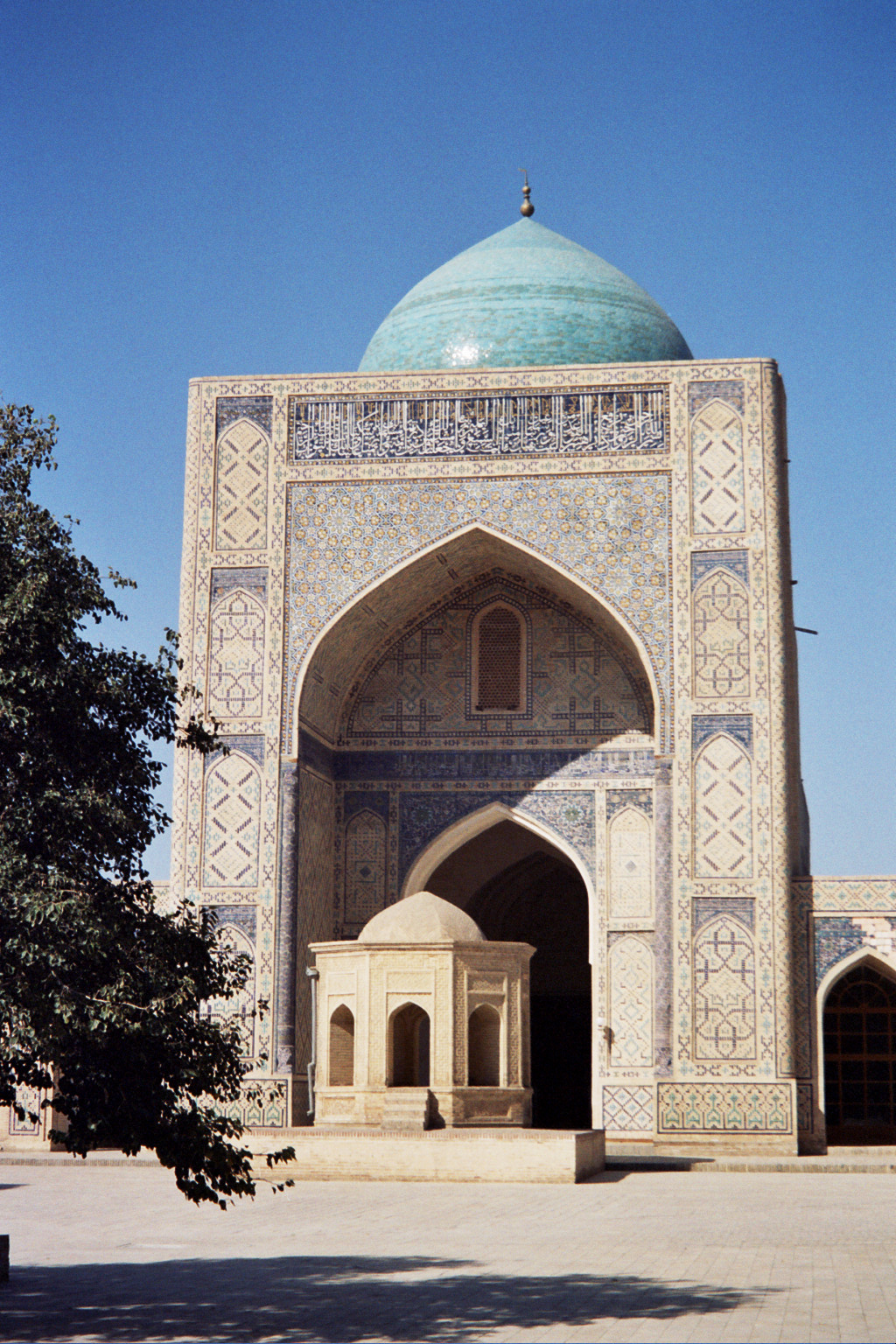
L'iwan principal avec son pavillon octogonal
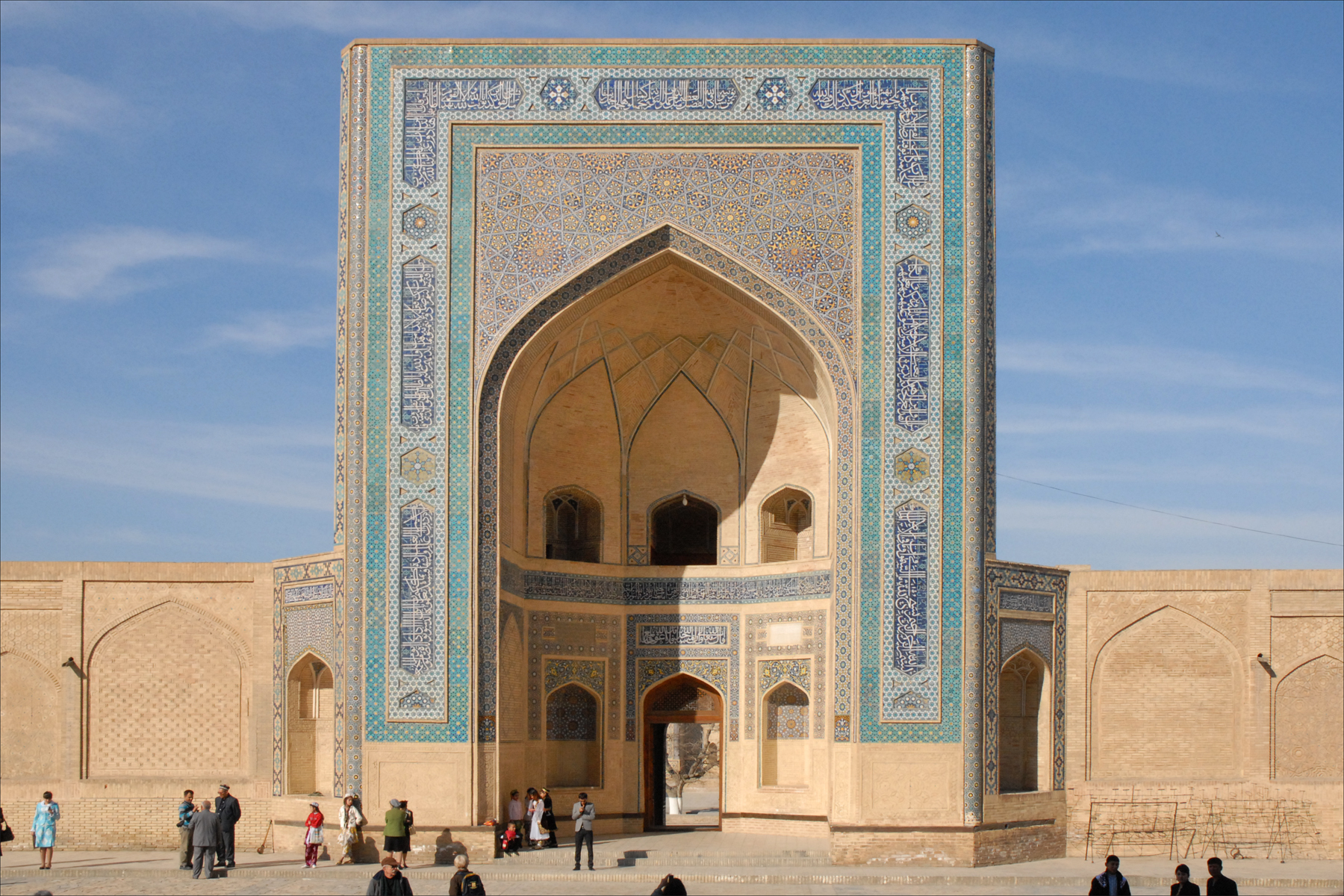
L'ingresso alla moschea
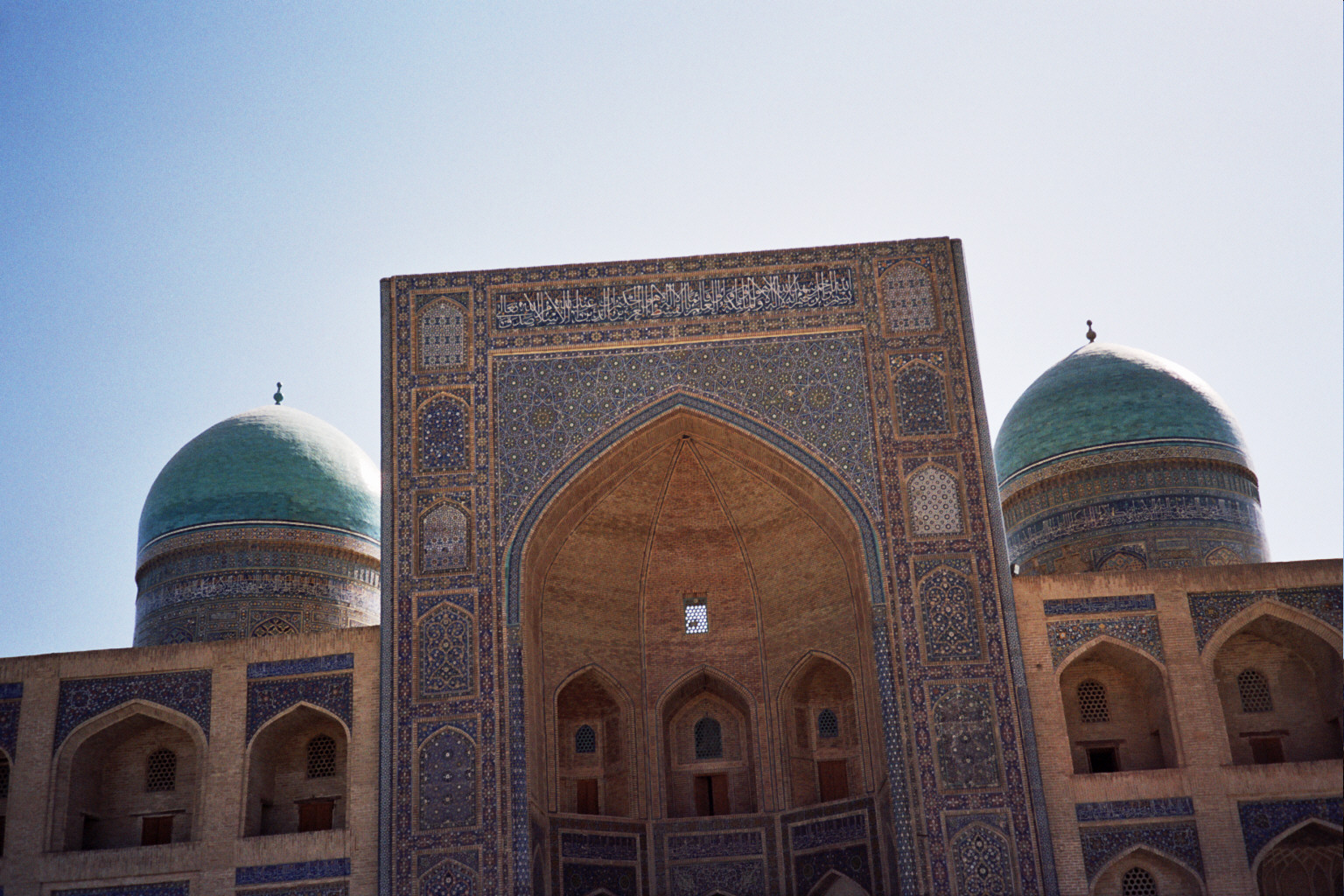
Le due cupole turchesi fiancheggiante da uno dei due iwan longitudinali all'asse
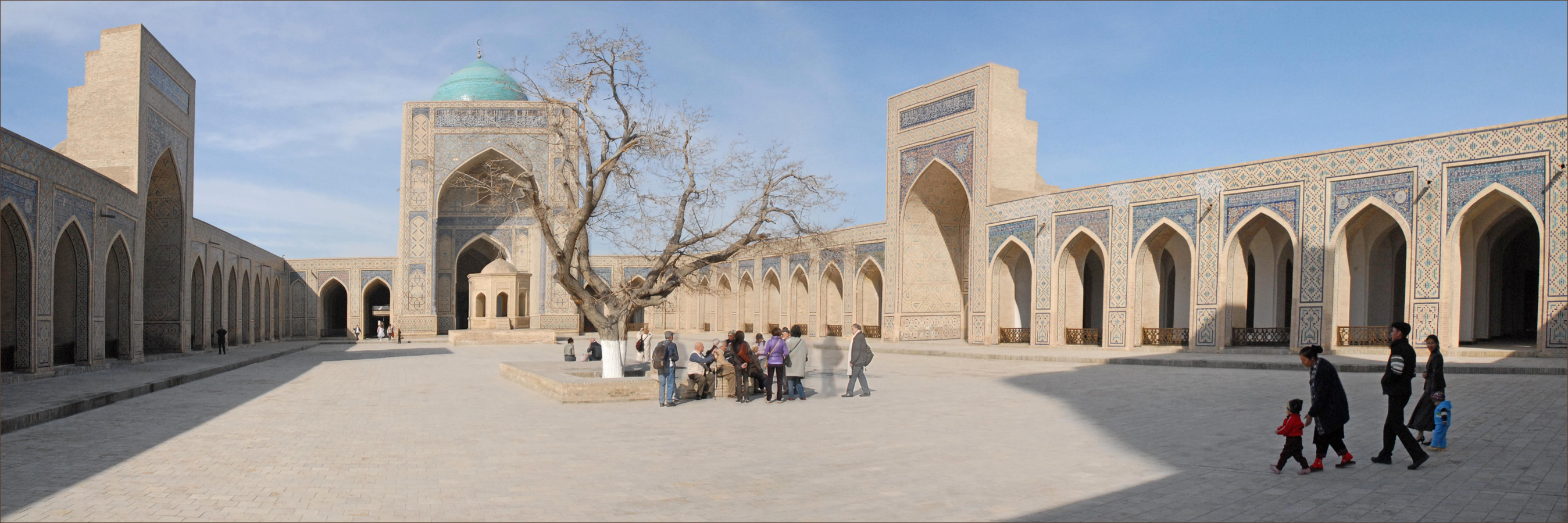
Corte della moschea